# Mouvement normand

Drapeau à croix scandinave utilisé par le Mouvement normand

Le Mouvement normand est un mouvement régionaliste normand. Didier Patte, Jean Mabire et Pierre Godefroy sont à l’origine de cette organisation.

## Historique
Les origines de ce mouvement se trouvent au sein de l'Union pour la région normande (URN), créée par le député gaulliste Pierre Godefroy, l'historien et journaliste Jean Mabire et le militant étudiant de la FNEF Didier Patte.
L'URN fusionna avec la FER (Fédération des étudiants de Rouen), adhérente de la FNEF, dirigée par Didier Patte, pour donner naissance le 29 septembre 1969 à Lisieux au Mouvement de la jeunesse de Normandie. En 1971, il prend le nom définitif de Mouvement normand.
Didier Patte, ancien membre du Conseil économique et social de Haute-Normandie, en est le président jusqu'en 2016. À cette date, il est remplacé par Emmanuel Mauger, ancien responsable du Mouvement de la jeunesse de Normandie dans les années 1990.
Le mouvement militait pour la réunification de la Normandie, il publie le bimestriel L'Unité normande et le trimestriel Culture normande.

## Orientation politique
Le mouvement ne revendique pas le séparatisme,, d'autant plus qu'il se considère comme l'un des peuples fondateurs de la France et la Normandie comme une « terre de France ».
Ce mouvement est situé à l'extrême droite par la section rouennaise de Ras l'front. Son fondateur Jean Mabire est également associé à l'extrême droite, et a été proche d'un « réseau d'action et de réflexion de l'extrême-droite néo-fasciste ».
Deux géographes de l'université de Rouen relèvent que ses membres sont des « militants régionalistes issus majoritairement de mouvances de droite ».

## Publications
Culture Normande est une revue intellectuelle mensuelle fondée par le Mouvement normand, dirigée par Michèle Le Flem, dont la rédaction est à majorité féminine, qui a succédé à la revue Haro Sleipnir, elle-même issue de la fusion de la revue Haro (créée en 1969) et du bulletin bibliographique Sleipnir (créé en 1976). Ses auteurs, aux parcours et horizons divers, ont pour objectif de partager avec les lecteurs la culture Normande. Elle conserve depuis sa fondation une ligne éditoriale proche de la pensée de Jean Mabire et de Didier Patte, une défense et une promotion de l'héritage culturel de la Normandie.
L'Unité Normande est le mensuel du Mouvement normand, dont le tirage tourne aux environs de 3 000 exemplaires.
Par ailleurs, depuis septembre 2010, le mouvement a lancé sa propre webtélévision, TVNormanChannel ou TVNC, qui diffuse des émissions hebdomadaires sur l'actualité, l'histoire, la politique, etc.